# Могендорф
Могендорф (њем. Mogendorf) општина је у њемачкој савезној држави Рајна-Палатинат. Једно је од 192 општинска средишта округа Вестервалд. Према процјени из 2010. у општини је живјело 1.177 становника. Посједује регионалну шифру (AGS) 7143047.

## Географски и демографски подаци
Могендорф се налази у савезној држави Рајна-Палатинат у округу Вестервалд. Општина се налази на надморској висини од 290 метара. Површина општине износи 4,2 km². У самом мјесту је, према процјени из 2010. године, живјело 1.177 становника. Просјечна густина становништва износи 278 становника/km².